# کلاهک‌جوهری‌ها
کلاهک‌جوهری‌ها (نام علمی: Coprinopsis) نام یک سرده از تیره گردی‌قارچان است.